# OR1L1
OR1L1 (англ. Olfactory receptor family 1 subfamily L member 1) – білок, який кодується однойменним геном, розташованим у людей на короткому плечі 9-ї хромосоми. Довжина поліпептидного ланцюга білка становить 360 амінокислот, а молекулярна маса — 41 046.
| 10         |  | 20         |  | 30         |  | 40         |  | 50         |
| ---------- |  | ---------- |  | ---------- |  | ---------- |  | ---------- |
| MERNHNPDNC |  | NVLNFFFADK |  | KNKRRNFGQI |  | VSDVGRICYS |  | VSLSLGEPTT |
| MGRNNLTRPS |  | EFILLGLSSR |  | PEDQKPLFAV |  | FLPIYLITVI |  | GNLLIILAIR |
| SDTRLQTPMY |  | FFLSILSFVD |  | ICYVTVIIPK |  | MLVNFLSETK |  | TISYSECLTQ |
| MYFFLAFGNT |  | DSYLLAAMAI |  | DRYVAICNPF |  | HYITIMSHRC |  | CVLLLVLSFC |
| IPHFHSLLHI |  | LLTNQLIFCA |  | SNVIHHFFCD |  | DQPVLKLSCS |  | SHFVKEITVM |
| TEGLAVIMTP |  | FSCIIISYLR |  | ILITVLKIPS |  | AAGKRKAFST |  | CGSHLTVVTL |
| FYGSISYLYF |  | QPLSNYTVKD |  | QIATIIYTVL |  | TPMLNPFIYS |  | LRNKDMKQGL |
| AKLMHRMKCQ |  |            |  |            |  |            |  |            |

A: Аланін

C: Цистеїн

D: Аспарагінова кислота

E: Глутамінова кислота

F: Фенілаланін

G: Гліцин

H: Гістидин

I: Ізолейцин

K: Лізин

L: Лейцин

M: Метіонін

N: Аспарагін

P: Пролін

Q: Глутамін

R: Аргінін

S: Серин

T: Треонін

V: Валін

Кодований геном білок за функціями належить до рецепторів, g-білокспряжених рецепторів, білків внутрішньоклітинного сигналінгу. 
Локалізований у клітинній мембрані.